# Arida
Arida (jap. 有田市 Arida-shi) – miasto w Japonii w prefekturze Wakayama na wyspie Honsiu.

## Położenie
Miasto leży w północnej części prefektury nad Oceanem Spokojnym. Arida graniczy z miastem Kainan.

## Historia
Miasto Arida powstało 1 maja 1956 z połączenia miasteczek: Minoshima, Miyazaki, Yasuda i Miahara.